# Střítež, Frýdek-Místek
Střítež là một làng thuộc huyện Frýdek-Místek, vùng Moravskoslezský, Cộng hòa Séc.